# PORTAL (Galileo Galileiのアルバム)
『PORTAL』（ポータル）は、Galileo Galileiの2枚目のフルアルバム。2012年1月25日発売。

## 解説
前作の「パレード」から約1年ぶりのアルバム。共同生活の拠点を札幌に移してから初、キーボードの野口一雅が加入した5人体制での唯一のアルバムとなった。
DIY精神の元外部プロデューサーを排し、メンバー自身のプロデュースにより、北海道のプライベートスタジオ・わんわんスタジオにてベッドルームレコーディングされた。ジャケットもメンバーの手による。
さよならポニーテールのみぃなが一部の曲にコーラスで参加している。
アルバム全体で一つの街の出来事を描いており、歌詞も複数の曲で同じキーワードが登場している。
タイトルの「PORTAL」は入口を意味する。ゲーム「PORTAL」から取られた。
影響を受けたアーティストにはFoals、Bombay Bicycle Club、The Drums、Tokyo Police Club、Phoenix等が挙げられている。
初回限定版には「青い栞」「さよならフロンティア」「明日へ」のビデオクリップを収録したDVDが同梱された。

## 収録曲
（全作詞:尾崎雄貴／全作曲・編曲：Galileo Galilei（特記以外））
1. Imaginary Friends - 4:56
集英社ヤングジャンプ増刊アオハル 「アオハル sweet」 「アオハル bitter」テーマソング
アルバムのテーマを決定づける事になった楽曲。アルバムの曲では最初に歌詞が完成した。
2. 老人と海 - 5:18
3. Kite - 4:52
4. Swimming - 1:49
インストナンバー。
5. さよならフロンティア - 4:54
作曲：尾崎雄貴、佐孝仁司
5thシングル。
6. Freud - 4:03
札幌のプライベートスタジオに移ってから作曲された30曲近くの楽曲の1つ。アルバム収録曲では他に「Good Shoes」なども該当する。
7. Good Shoes - 3:59
  - 佐孝と和樹によって作曲された。
8. 明日へ - 5:18
作曲：尾崎雄貴、岩井郁人
6thシングル。
9. 星を落とす - 4:44
10. Blue River Side Alone - 1:48
インスト曲。ほぼ岩井が作曲したものらしい。
11. 青い栞 - 5:37
作曲：尾崎雄貴
4thシングル。
12. スワン - 6:14
4thシングルのカップリング曲。
13. 花の狼 - 4:55
14. くじらの骨 - 4:46